# Campo dei Fiori

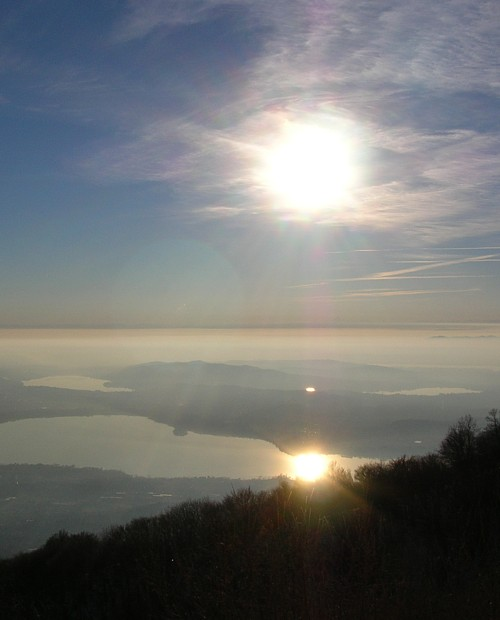
Uitzicht Belvedere

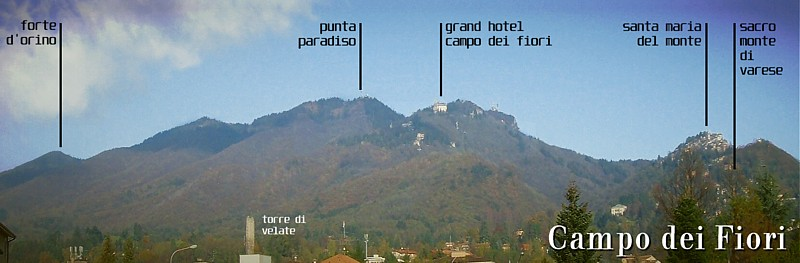
Panorama

De Campo dei Fiori is een kalkmassief dat zich ten noorden van de Lombardische stad Varese verheft. Het gebergte is erg rijk aan grotten. Sinds 1994 is het gebied beschermd en heeft het de status van regionaal park gekregen. Vlak bij de hoogste top, de Punta Paradiso (1226 m) staat een astronomisch observatorium. Tevens ligt er een botanische tuin met ongeveer 400 plantensoorten die behoren tot de prealpine Lombardische flora. Aan de westzijde van het gebergte ontspringt de rivier de Olona die ten zuiden van Milaan met de rivier de Lambro samenvloeit.
Aan het einde van de 19de eeuw was het gebergte erg in trek bij toeristen. In die tijd werden twee kabeltreinen (funicolari) in gebruik genomen; één naar Santa Maria del Monte, de andere naar het Grand Hôtel Campo dei Fiori. Na de wereldoorlogen nam het toerisme snel af. Het enorme, in 1907 gebouwde, hotel sloot in de jaren 50 zijn deuren en de kabeltreinen werden buiten dienst gesteld. Nu, 50 jaar later, is de funicolare naar Santa Maria del Monte weer in gebruik (alleen in het weekend). Het hotel verkeert inmiddels in een vervallen toestand.
Het gebied is goed bereikbaar. Men kan met de auto bijna tot het Belvedere rijden, dat bij de ingang van de botanische tuin ligt. Er is ook een redelijk frequente busverbinding met Santa Maria del Monte en de stad Varese.